# بارش شهابی اژدهایی
بارش شهابی اژدهایی مهرماه، که در گذشته به صورت غیررسمی با عنوان جیاکوبینیدز نیز شناخته می‌شد، بارشی شهابی است که بر اثر عبور زمین از میان ردّ دنباله‌دار دوره‌ای ۲۱پی/جیاکوبینی - زینر ایجاد می‌شود. این بارش شهابی هرساله در اواسط مهرماه روی می‌دهد و معمولاً بین ۱۶ام و ۱۸ام مهر به اوج می‌رسد. بهترین شرایط برای رصد بارش شهابی اژدهایی، آسمان صاف و آلودگی نوری کم است. در سال‌های ۱۹۳۳ و ۱۹۴۶ نرخ ساعتی سرسویی بارش شهابی اژدهایی بسیار بیشتر از معمول شد و به هزاران شهاب در ساعت رسید. طغیان نادر در فعّالیّت بارش‌های شهابی هنگامی رخ می‌دهد که زمین از بخش‌های متراکم‌تر ردّ دنباله‌دار منشأ آن بارش شهابی عبور می‌کند، مانند سال‌های ۱۹۹۸ و ۲۰۰۵ که نرخ ساعتی سرسویی بارش شهابی اژدهایی به‌شدّت افزایش یافت.